# Институт психиатрии Общества Макса Планка
Институт психиатрии Общества Макса Планка (нем. Das Max-Planck-Institut für Psychiatrie) — это исследовательское учреждение, спонсируемое Обществом Макса Планка, базирующееся в Мюнхене - Швабинге, Германия. 
Институт преимущественно проводит фундаментальные исследования в области естественных наук в области психиатрии и нейробиологии и управляет клиникой на 120 коек в Швабинге, Германия.

## История
13 февраля 1917 года король Людвиг III основал в Мюнхене «Немецкий научно-исследовательский институт психиатрии», на базе которого возник Институт психиатрии Общества Макса Планка.
Основателем института стал немецкий психиатр Эмиль Крепелин (1856–1926), который в 1912 году рассматривал клиническую психиатрию во взаимосвязи с невропатологией, нейрофизиологией, серологией, генетикой и экспериментальной психологией.
Первый пожертвованный капитал для института в размере 500 000 марок поступил в 1917 году от Джеймса Леба, американского банкира немецко-еврейского происхождения. 
Леб подарил Крепелину два здания. Здание по адресу Бавариаринг 46 (клиника Марии Терезии) было в распоряжении института до 1930 года. Здание, построенное архитектора Карлом Саттлером, на месте нынешней Крепелинштрассе в Швабинге принадлежит институту с 1030 года. 
В 1924 году институт вошёл в состав Общества содействия развитию науки кайзера Вильгельма и продолжил свою деятельность как «Немецкий научно-исследовательский институт психиатрии кайзера Вильгельма».
Эрнст Рюдин был ассистентом Эмиля Крепелина в Мюнхене с 1907 года, старшим врачом и приват-доцентом с 1909 года. Он также был одним из основателей Немецкого общества расовой гигиены, и с 1905 года — редактором журнала «Архив расовой и социальной биологии». С 1917 года он возглавлял Генеалогически-демографический отдел института. Как один из самых важных представителей немецкой психиатрии своего времени, он стал главой всего Института психиатрии кайзера Вильгельма в Мюнхене в 1931 году. На основании обширной коллекции историй болезни Рюдин пришел к выводу, что психические заболевания генетически детерминированы и поэтому их можно предсказать и предотвратить. Его исследования сделали вклад в обоснование нацистского закона о  предотвращении появления потомства с наследственными заболеваниями. Так же он предложил официальный комментарий к закону.  
Денацификация классифицировала Рюдина, «…психиатра, принимавшего участие в разработке нацистского закона о массовой стерилизации…».
После роспуска Общества кайзера Вильгельма в 1945 году и восстановления Общества Макса Планка в 1948 году Немецкий научно-исследовательский институт психиатрии был принят в Общество Макса Планка в 1954 году, сохранив при этом архив с 1917 года. Организационно институт был разделен на клинический и теоретический отделы. В 1998 году на базе теоретического отдела возник «Институт нейробиологии Макса Планка». В 1966 году институт был переименован в «Немецкий научно-исследовательский институт психиатрии», а с 2017 года — в «Институт психиатрии Общества Макса Планка». С 1989 по 2014 год институт возглавлял психиатр Флориан Холсбоер.
Нейробиолог и врач Элизабет Биндер являлся директором института с 2013 года. Нейробиолог Алон Чен также был директором с 2013 по 2019 год. С 2021 года институт вместе с Элизабет Биндер возглавляет нейробиолог Надин Гоголла. Директором клиники с 2014 года был Мартин Кек, уволенный в 2019 году.  С тех пор Питер Фалькай возглавил в качестве медицинского директора Психиатрическую университетскую клинику Мюнхенского университета.

## Исследования
Институт объединяет фундаментальные и клинические исследования, осуществляет уход за психиатрическими пациентами. Помимо врачей и психологов, фундаментальные исследователи различных научных дисциплин работают над выяснением причин и возможным лечением психиатрических и неврологических заболеваний. Исследования сосредоточены на стрессе, психотравмах, тревоге, шизофрении, депрессии, сне и неврологических проблемах. Клиника состоит из пяти палат, трёх дневных стационаров и амбулатории со множеством специализированных отделений. Стационарное отделение разделено на пять психиатрических отделений на 120 коек, рассчитанных примерно на 1200 пациентов в год.

## Внешние ссылки
- Домашняя страница